# Villy Andresen
Willy Andresen (29 gennaio 1925 – 11 febbraio 2013) è stato un calciatore norvegese, di ruolo attaccante.

## Carriera

### Club
Andresen vestì la maglia del Sarpsborg. Con questa squadra, vinse due edizioni della Norgesmesterskapet: 1948 e 1949.

### Nazionale
Disputò 6 partite per la Norvegia, con 4 reti all'attivo. Esordì il 18 maggio 1949, in occasione della sconfitta per 1-4 contro l'Inghilterra: nello stesso incontro, arrivò il suo primo gol in Nazionale.

## Palmarès

### Club

#### Competizioni nazionali
- Coppa di Norvegia: 2

Sarpsborg: 1948, 1949